# 遥任
遥任（ようにん、旧字体で遙任と表記することもある）とは、日本の奈良時代・平安時代などに、国司が任国へ赴任しなかったことを指す。遥授（ようじゅ、遙授）ともいう。遥任国司は、目代と呼ばれる代理人を現地へ派遣するなどして、俸禄・租税などの収入を得た。

## 沿革
遥任は奈良期の頃から行われていたが、ごく稀であった。奈良期はまだ、律令制による統治が有効に機能しており、律令制に基づく支配を地方まで貫徹するため、国司が任地へ赴き、現地支配を行う必要があったためである。
しかし、平安期に入ると、弘仁年間には議政官にもかかわらず職封（封戸）が低かった参議に対して国守との兼務・遥任を認める例が慣例として現れ（参議兼国制）、天長年間に上総国、常陸国、上野国が親王任国に定められた。親王任国とは、増加した親王に官職をあてがうため、特定の国の長官（国守）に親王を当てることとしたもので、親王が現地へ赴任することはまずあり得ず、いわば遥任を朝廷公認で制度化したのである。
9世紀・10世紀頃になると、各地で富豪の輩と呼ばれる有力農民が登場・成長していた。戸籍・班田などによる律令制的な人別支配の維持が困難となっていた当時、国司は公田を名田という単位へ再編するとともに、有力農民層（田堵という）へ名田の経営と名田からの租税徴収を請け負わせていった。こうした支配体制を名体制（みょうたいせい）または王朝体制（おうちょうたいせい）などというが、これにより、国司は一定の租税収入を確保することができるようになった。
一定の租税額が確保できたことを背景として、朝廷は国司へ徴税・軍事などを委任していった。この体制を国司請負制ということがある。広範な権限を与えられた国司は、現地の有力者を登用したり、代理人（目代という）を派遣したりして、現地支配を行うようになった。そうなると、国司が任国へ赴任する必要が薄れて、実際に任国へ赴任しない国司が次々と現れた。これが平安期の遥任であり、時期を追うごとに遥任国司は増加していった。こうした状況に対し、913年（延喜13年）、醍醐天皇が遥任国司を取り締まる法令を発したが、効果はあまりなかった。
平安中期ごろには、遥任は一般的に見られるようになっていた。そして、実際に任国へ赴任した国司のうち、最高責任者を受領と呼ぶようになっていた。本来、国司の最高職は国守だったが、遥任により現地に在住しなかった場合は、介・掾・目のうちから受領が出ていたのである。
その後、国司が実質的に消滅する室町時代まで、国司の遥任が収まることはなく、常態化していった。